# Paulo Villar
Paulo César Villar Nieto (Santa Marta, Colombia; 28 de julio de 1978) es un exatleta olímpico y representante de los atletas ante el comité olímpico colombiano.
En los Juegos Centroamericanos y del Caribe 2006 terminó segundo en 13.29 segundos, igualando el récord sudamericano de la brasileña Redelén dos Santos, así como el establecimiento de un nuevo récord nacional.

## Marcas personales
- 100 m: 10.69 s (wind: +1.4 m/s) –  Medellín, 25 de abril de 2009
- 200 m: 21.29 s (wind: NWI) –  Bogotá, 13 de agosto de 2006
- 110 m hurdles: 13.27 s (viento: +1.6 m/s) –  Guadalajara, 28 de octubre de 2011
- 400 m hurdles: 50.34 s –  Trujillo, 28 de noviembre de 2013

## Campeonatos
| Representando Colombia | Representando Colombia                                    | Representando Colombia    | Representando Colombia | Representando Colombia | Representando Colombia      |
| Año                    | Competencia                                               | Lugar                     | Puesto                 | Modalidad              | Notas                       |
| ---------------------- | --------------------------------------------------------- | ------------------------- | ---------------------- | ---------------------- | --------------------------- |
| 1996                   | South American Junior Championships                       | Bucaramanga               | 2nd                    | 110 m H                | 14.8                        |
| 1997                   | South American Junior Championships                       | San Carlos                | 2nd                    | 110 m H                | 15.39                       |
| 1997                   | South American Junior Championships                       | San Carlos                | 3rd                    | 400 m H                | 55.74                       |
| 1999                   | South American Championships                              | Bogotá                    | 2nd                    | 110 m H                | 14.31 A                     |
| 1999                   | Universiade                                               | Palma de Mallorca         | 5th (h)                | 110 m H                | 14.20 (w)                   |
| 1999                   | Universiade                                               | Palma de Mallorca         | 30th (h)               | 400 m H                | 52.79                       |
| 2001                   | South American Championships                              | Manaus                    | 3rd                    | 110 m H                | 13.88                       |
| 2001                   | Campeonato Mundial de Atletismo de 2001                   | Edmonton                  | 25th (h)               | 110 m H                | 13.82                       |
| 2001                   | Bolivarian Games                                          | Ambato, Ecuador           | 1st                    | 110 m H                | 13.58 A                     |
| 2002                   | Campeonato Iberoamericano de Atletismo                    | Guatemala                 | 1st                    | 110 m H                | 13.57                       |
| 2002                   | Campeonato Europeo de Atletismo en Pista Cubierta de 2002 | San Salvador, El Salvador | 2nd                    | 110 m H                | 13.94 w (wind: 2.6m/s)      |
| 2003                   | Campeonato Sudamericano                                   | Barquisimeto, Venezuela   | 4th                    | 110 m H                | 14.12                       |
| 2003                   | Campeonato Sudamericano                                   | Barquisimeto, Venezuela   | 6th                    | 4 x 100 m              | 40.73                       |
| 2003                   | Juegos Panamericanos                                      | Santo Domingo, Dom. Rep.  | 11th (h)               | 110 m H                | 13.81                       |
| 2004                   | Ibero-American Championships                              | Huelva                    | 4th                    | 110 m H                | 13.64                       |
| 2004                   | Juegos olímpicos                                          | Atenas                    | 29th (qf)              | 110 m H                | 14.03                       |
| 2005                   | Campeonato Sudamericano                                   | Cali                      | 2nd                    | 110 m H                | 13.49 w                     |
| 2005                   | Campeonato Mundial de Atletismo de 2005                   | Helsinki                  | 25th (h)               | 110 m H                | 14.12                       |
| 2005                   | Anexo:Juegos Bolivarianos de 2005                         | Armenia, Colombia         | 1st                    | 110 m H                | 13.44 (wind: -0.1 m/s) GR A |
| 2005                   | Anexo:Juegos Bolivarianos de 2005                         | Armenia, Colombia         | 1st                    | 400 m H                | 50.61 A                     |
| 2006                   | Campeonato Mundial de Atletismo en Pista Cubierta de 2006 | Moscú, Rusia              | 7th                    | 60 m H                 | 7.61 (NRi)                  |
| 2006                   | Central American and Caribbean Games                      | Cartagena, Colombia       | 2nd                    | 110 m H                | 13.29 (NR, =AR)             |
| 2006                   | Campeonato Sudamerricano 2006                             | Tunja, Colombia           | 1st                    | 110 m H                | 13.62                       |
| 2006                   | Campeonato Sudamerricano 2006                             | Tunja, Colombia           | 2nd                    | 4 x 100 m              | 40.17                       |
| 2008                   | World Indoor Championships                                | Valencia                  | 17th (sf)              | 60 m H                 | 7.81                        |
| 2008                   | Ibero-American Championships                              | Iquique                   | 1st                    | 110 m H                | 13.74                       |
| 2008                   | Central American and Caribbean Championships              | Cali                      | 2nd                    | 110 m H                | 13.45                       |
| 2008                   | Juegos Olímpicos de Pekín 2008                            | Pekín                     | 16th (sf)              | 110 m H                | 13.85                       |
| 2009                   | South American Championships                              | Lima                      | 1st                    | 110 m H                | 13.89                       |
| 2009                   | Mundial Atletismo                                         | Berlín                    | 11th (sf)              | 110 m H                | 13.44                       |
| 2009                   | Juegos Bolviarianos                                       | Sucre, Bolivia            | 1st                    | 110 m H                | 13.64 A                     |
| 2009                   | Juegos Bolviarianos                                       | Sucre, Bolivia            | 1st                    | 4 x 100 m              | 39.25 GR A                  |
| 2010                   | Campeonato Mundial de Atletismo en Pista Cubierta de 2010 | Doha                      | –                      | 60 m H                 | DQ                          |
| 2010                   | XXI Juegos Centroamericanos y del Caribe                  | Mayagüez                  | 8th                    | 110 m H                | 20.10                       |
| 2011                   | South American Championships                              | Buenos Aires              | 3rd                    | 110 m H                | 13.85                       |
| 2011                   | XXI Juegos Centroamericanos y del Caribe                  | Mayagüez                  | 3rd                    | 110 m H                | 13.60                       |
| 2011                   | Campeonato Mundial 2011                                   | Daegu                     | 13th (sf)              | 110 m H                | 13.73                       |
| 2011                   | Juegos Panamericanos de 2011                              | Guadalajara               | 2nd                    | 110 m H                | 13.27 (NR)                  |
| 2012                   | Atletismo Juegos olímpicos                                | Barquisimeto              | 5th                    | 110 m H                | 13.97                       |
| 2012                   | Atletismo en los Juegos Olímpicos                         | Londres                   | 20th (sf)              | 110 m H                | 13.63                       |
| 2013                   | Juegos Bolivarianos                                       | Trujillo, Perú            | 2nd                    | 110 m hurdles          | 13.80 (wind: -0.4 m/s)      |
| 2013                   | Juegos Bolivarianos                                       | Trujillo, Perú            | 3rd                    | 400 m hurdles          | 50.34                       |